# Балыктыбулак
Балыктыбулак (каз. Балықтыбұлақ, до 08.09.1992 г. — Владимировка) — село в Куршимском районе Восточно-Казахстанской области Казахстана. Входит в состав Тоскаинского сельского округа. Код КАТО — 635239200.

## Население
В 1999 году население села составляло 117 человек (56 мужчин и 61 женщина). По данным переписи 2009 года в селе проживало 109 человек (60 мужчин и 49 женщин).